# 後藤亜実
後藤 亜実（ごとう あみ）は、日本の女優。ジェイアイプロモーションに所属していた。
愛知県出身。身長162cm 血液型AB型

## 出演

### 映画
- わたしのハワイの歩きかた（2014年）
- 恋人たち（2015年）

### テレビドラマ
- 絶景探偵。 第1話（福島中央テレビ、2017年） - 水野良子 役
- 今からあなたを脅迫します（2017年、日本テレビ) - 秘書・李 役
- スカッとジャパン (2018年、フジテレビ)
- 引き抜き屋〜ヘッドハンターの流儀〜 (2019年、WOWOW)
- 大豆田とわ子と三人の元夫 (2021年、関西テレビ) 第1話　花嫁役
- 最高のオバハン中島ハルコ〜マダム・イン・ちょっとだけバンコク〜 (2025年、東海テレビ)

### 携帯配信ドラマ
- ラブ・スウィング〜色々な愛のかたち〜（2012年、BeeTV) - 松本千瀬 役

### 舞台
- エグ女 (2018年 CBGKシブゲキ!!)

### CM、広告
- アイシティ　(2015年)
- カネボウ　(2015年)
- セレコーポレーション　(2015年)
- ゆうちょ銀行 (2015年)
- ライオン　クリニカ　(2016年)
- リクシル　(2016年)
- 東急プラザ銀座 (2017年)
- カメヤマローソク　(2017年)
- クラシエ ふわりんか　(2017年)
- ハウス食品 (2021年 -)
- ベルーナ (2022年)